# Georg Wilhelm Albers
Georg Wilhelm Albers (* 27. Mai 1800 in Bremen; † 24. Mai 1876 ebenda) war ein Jurist und Bremer Senator.

## Biografie
Albers war der Sohn des Arztes Johann Abraham Albers (1772–1821) und der Kaufmannstochter Marie Wilhelmine Albers, geb. Retberg. Die Familie Albers wohnte seit 1738 in Bremen. Er war verheiratet mit der Kaufmannstochter Therese Henriette Offensandt (1809–1840); beide hatten vier Kinder. Senator Anton Daniel Albers (1774–1841) war sein Onkel.
Er studierte ab 1820 Rechtswissenschaften an der Universität Göttingen und der Universität Berlin. In Göttingen promovierte er 1824 zum Dr. jur. 1924 arbeitete er als Advokat an Bremer Gerichten. 1844 wurde er zweiter Syndicus Elterleute in Bremen. Er war zudem 1807 ehrenamtlicher Bauherr am Bremer Dom.
 
1847 wurde er Bremer Senator als Nachfolger von Simon Hermann Nonnen (1777–1847). Von 1857 bis 1863 war er zudem als Nachfolger von Bürgermeister Johann Smidt (1773–1857) Gesandter am Bundestag des Deutschen Bundes in Frankfurt am Main. Er schied altersbedingt 1869 aus dem Amt.